# Hybridbägarkrokus
Hybridbägarkrokus (Crocus × hybridus) är en irisväxtart som beskrevs av Petrovic. Hybridbägarkrokus ingår i släktet krokusar, och familjen irisväxter. Arten förekommer tillfälligt i Sverige, men reproducerar sig inte.